# L'Espion aux pattes de velours
Pour plus de détails, voir Fiche technique et Distribution.
L'Espion aux pattes de velours (titre original : That Darn Cat ! The Movie, littéralement : Ce maudit chat ! Le film) est une comédie américaine des studios Walt Disney Productions, réalisée par Robert Stevenson et sortie le 2 décembre 1965.
Il s'agit de l'adaptation du roman L'Espion aux pattes de velours (Undercover Cat) écrit en 1963 par Les Gordon. Le film a fait l'objet d'un remake en 1997 intitulé Le Nouvel Espion aux pattes de velours.

## Synopsis
En Californie, dans les années 1960, Patti et Ingrid Randall gardent la maison en l'absence de leurs parents, partis en voyage en Europe. Les deux sœurs hébergent un chat siamois nommé « PV » ou « Petit Voyou » (traduction de « DC » pour « Darn Cat » dans la version originale). Alors que ce dernier suit un individu dans une ruelle, il se retrouve témoin d'une affaire de séquestration. La victime, Margaret Miller, glisse sa propre montre au cou du chat en espérant que le propriétaire arrive à déchiffrer un message de secours. Patti, la cadette des sœurs Randall qui découvre le message, convainc alors un jeune inspecteur du FBI, Zeke Kelso, d'espionner PV pour retrouver l'adresse des ravisseurs....

## Fiche technique
- Titre : L'Espion aux pattes de velours
- Titre original : That Darn Cat ! The Movie
- Réalisation : Robert Stevenson assisté de Joseph L. McEveety, Arthur J. Vitarelli (seconde équipe)
- Scénario : Gordon Gordon, Mildred Gordon et Bill Walsh
- Dialogue français : Louis Sauvat
- Photographie : Edward Colman
- Montage : Cotton Warburton
- Direction artistique : Carroll Clark et William H. Tuntke
- Direction doublage : Serge Nadaud
- Supervision doublage : W. J. Hardouin
  - Artiste matte : Jim Fetherolf
- Décors : Hal Gausman et Emile Kuri
- Costumes : Bill Thomas (concept), Gertrude Casey, Chuck Keehne
- Maquillage : Pat McNalley
- Coiffure : La Rue Matheron
- Musique : Bob Brunner
  - Orchestration : Franklyn Marks
  - Chansons : Richard M. Sherman et Robert B. Sherman (That Darn Cat!)
- Effets spéciaux : Eustace Lycett
- Dressage animaux : William R. Koehler
- Technicien du son : Robert O. Cook (supervision), Dean Thomas (mixage), Evelyn Kennedy (montage)
- Producteur : Bill Walsh, Ron Miller
- Société de production : Walt Disney Productions
- Société de distribution : Buena Vista Distribution Company
- Ce film a été postsynchronisé par "Société Parisienne de Sonorisation" S.P.S.
- Pays de production :  États-Unis
- Langue : anglais
- Genre : comédie
- Durée : 116 minutes
- Dates de sortie : 
  - États-Unis : 2 décembre 1965
  - France : 26 octobre 1966

Sauf mention contraire, les informations proviennent des sources concordantes suivantes : Leonard Maltin, John West et IMDb

## Distribution
- Hayley Mills (VF : Maïté Andrès) : Patricia « Patti » Randall
- Dean Jones (VF : Dominique Paturel) : Zeke Kelso
- Dorothy Provine (VF : Jacqueline Rivière) : Ingrid Randall
- Roddy McDowall (VF : Daniel Crouet) : Gregory Benson
- Neville Brand (VF : Jacques Berthier) : Dan
- Elsa Lanchester (VF : Lita Recio) : Mme MacDougall
- William Demarest : Mr. MacDougall
- Frank Gorshin (VF : Jacques Thébault) : Iggy
- Richard Eastham (VF : Yves Brainville) : Superviseur Newton
- Grayson Hall : Margaret Miller
- Tom Lowell (VF : Pierre Destailles) : Canoe
- Richard Deacon (VF : André Valmy) : le gérant du drive-in
- Iris Adrian : la concierge
- Liam Sullivan : Graham
- Don Dorrell : Spires
- Gene Blakely (VF : Raoul Delfosse) : Cahill
- Karl Held : Kelly
- Ed Wynn (VF : Richard Francœur) : Mr. Hofstedder
- Larry J. Blake : un officier de police

Source : Leonard Maltin, Dave Smith, John West et IMDb
Source du doublage : Gazette du doublage

## Chansons du film
- That Darn Cat interprétée par Bobby Darin

La musique qui accompagne les promenades du chat s'inspire fortement du générique de La Panthère rose.

## Sortie vidéo
- L'Espion aux pattes de velours : Éditeur : FIS, 17 mars 2005.

## Origine et production
L'Espion aux pattes de velours est l’adaptation cinématographique du roman L'Espion aux pattes de velours (en anglais : Undercover Cat, littéralement : Le Chat agent secret) écrit en 1963 par Gordon et Mildred Gordon. Le couple Millie et Gordon, auteurs d'une série de romans d'espionnage à succès, ont acheté un chat noir dans un refuge pour animaux de Los Angeles. En 1961, le couple d'écrivains vient d'achever l'écriture d'un scénario pour l'adaptation du roman Operation Terror par le réalisateur et producteur Blake Edwards, devenu Allô, brigade spéciale (1962) et cherchent de nouveaux sujets pour leur prochain roman. C'est alors qu'ils imaginent leur chat héros de roman et proposent l'idée à leur éditeur Doubleday qui est assez peu enthousiaste. Le nouveau roman était presque achevé quand les Gordon ont été contactés par téléphone par un certain Walt Disney qui se dit intéressé par le livre. Croyant d'abord à une blague, Gordon refuse mais finalement, accepte de fournir à Walt Disney le livre dès qu'il sera fini. Un après-midi, l'éditeur amène le premier exemplaire à Walt Disney qui le lit tout de suite et appelle les Gordon en début de soirée afin de signer un contrat pour une adaptation cinématographique le plus tôt possible ; il propose 35 000 USD, une somme élevée pour ce genre de transaction. Et peu avant minuit le contrat a été signé.
C'est l'un des rares cas où Disney engage l'auteur original d'une œuvre, ici un duo, pour adapter le film pour le cinéma, ce qui le classe un cran au-dessus des autres comédies animalières du studio Disney. Ils ont toutefois travaillé en collaboration avec un vétéran du studio Bill Walsh. Les Gordon ont passé neuf mois aux studios avec Walsh pour adapter leur roman et ont d'après eux beaucoup appris. Par exemple le fait de démarrer un film de manière réaliste et de le tourner en ridicule que petit à petit.
Disney confie une fois de plus la réalisation à Robert Stevenson et le montage à Cotton Warburton, qui parviennent à rendre comique le film non pas uniquement par les scènes mais aussi par la façon de le présenter. Pour Leonard Maltin, ce film montre la maîtrise de Stevenson dans les films de comédie plus que les autres productions du réalisateur pour Disney, plus basées sur la gestuelle. Les Gordon ont proposé d'utiliser leur chat noir pour le film mais en raison des scènes nocturnes, un chat siamois a été préféré. Ce chat nommé Syn Cat était déjà apparu dans le film L'Incroyable Randonnée (1963),.
Le tournage s'est fait sur deux plateaux : l'un pour les humains, l'autre pour le chat et ses doublures. Cinq ou six chats ont été utilisés pour le film afin d'éviter d'apprendre au chat l'ensemble de ses scènes, et donc pour réduire le temps et le coût de tournage. Le chat Syn Cat a toutefois été utilisé comme dans le film L'Incroyable Randonnée pour tous les gros plans. Afin de renforcer l'idée que le spectateur regardait le film selon le point de vue du chat, le studio a utilisé une caméra placée au niveau du sol et non à hauteur d'homme. Au début du tournage, l'équipe d'Arthur J. Vitarelli utilisait le son d'un clochette enregistrée sur bande et placée à l’endroit où le chat devait aller, pour diriger l'animal, mais rapidement l'on a dû ajouter une seconde clochette pour faire arrêter le félin à différents endroits, puis une troisième pour désigner l'endroit final de la scène.

## Sortie et accueil
Le film, sorti durant la période des fêtes de Noël, a profité d'une importante campagne publicitaire et a récolté 9,5 millions de dollars aux États-Unis,. Une adaptation en bande dessinée du film réalisée par Dan Spiegle a été publiée en février 1966 chez Gold Key, accompagné de six photos du film. Cette histoire a été republiée quelques années plus tard dans le magazine Walt Disney Showcase en décembre 1973.
L'accueil par les critiques a été bon. Bosley Crowther du New York Times évoque un « film divertissant » et dont le meilleur acteur est le chat. Le réalisateur Robert Stevenson a dit que c'était son film préféré en raison de la présence de nombreux enfants. Le public a aussi bien accueilli le film, faisant de L'Espion aux pattes de velours l'une des productions les plus rentables de l'année. Il récolte 9 millions d'USD.
L'Espion aux pattes de velours fait partie des nombreux films scénarisés par Bill Walsh qui ont été des succès commerciaux profitables et populaires pour le studio dans les années 1960 au côté de Quelle vie de chien ! (1959), Monte là-d'ssus (1961), Après lui, le déluge (1963), Mary Poppins (1964) et Lieutenant Robinson Crusoé (1966). Comme dans Un pilote dans la Lune (1962), le studio se moque de l'agence gouvernementale constituée (d'après le scénario) de bureaucrates incapables. Le FBI est décrit comme une bande d'incompétents empotés qui ne parviennent pas à suivre un chat et capturer des voleurs de banque ayant pris un otage.
C'est le dernier film Disney auquel participe l'actrice Hayley Mills. En remerciant du film, les Gordon ont offert un exemplaire dédicacé du livre original L'Espion aux pattes de velours signé par les deux auteurs mais aussi leur chat.
Le film a été édité en vidéo en 1985 et 1993. Il a fait l'objet d'un remake amélioré en 1997 intitulé Le Nouvel Espion aux pattes de velours.

## Analyse
Pour Leonard Maltin, L'Espion aux pattes de velours, est une comédie à suspense divertissante mais tirée par les cheveux. À la différence des autres variantes de Disney sur le même thème, la partie sérieuse du film est centrée sur les méchants, les voleurs et leurs otages qui ne sont pas là pour faire rire, ce qui rend le film meilleur. Pour Maltin, le film aurait gagné à être plus court, moins que ses deux heures. Dave Smith associe le succès du film au scénario des Gordon et l'adaptation de Bill Walsh ainsi que la musique des frères Sherman. Pour John West, le film possède un scénario et une distribution excellents et procure beaucoup de divertissement. Pour Steven Watts, Un neveu studieux, est l'une des nombreuses comédies à budget modéré attirant le public avec de l'humour et souvent les mêmes acteurs, produites après le succès de Quelle vie de chien ! (1959).
En raison du succès du film, le studio a pris contact avec les Gordon pour adapter le second tome des aventures de leur chat : Undercover Cat Prowls Again ; mais le décès de Walt Disney a stoppé le projet et par la suite personne n'a repris contact avec eux.